# Лудек Кубеш
Лудек Кубеш (на чешки: Luděk Kubeš, на македонска литературна норма: Лудјек Кубеш) е чешки архитект, работил дълги години в Социалистическа република Македония.

## Биография
Роден на 13 ноември 1913 година в град Бохемски брод, тогава в Австро-Унгария. След като завършва Висшето техническо училище в Прага, работи като асистент по предмета урбанизъм, като самостоятелен архитект-проектант, дизайнер и сценограф в Народния театър в Прага.
След края на Втората световна война е директор на издателство „Свет в образех“ и главен редактор на едноименния орган на Министерството на информацията. Участва в конкурси и публикува статии в професионалния, периодичния и ежедневния печат.
В 1945 година Кубеш като главен редактор на „Свет в образех“ разговаря с водача на югославска делегация на Първия общославянски конгрес в Братислава Димитър Влахов и с живеещия в Прага Анте Чадиковски. След това поради болест Кубеш напуска журналистиката и издателската дейност и изцяло започва да се занимава с дизайн. В 1946 година Чадиковски му предава покана от скопското правителство да посети Народна република Македония и през юни 1947 година Кубеш пристига в Скопие, за да направи проучвания за бъдещата си работа. По предложение на правителството на Народна република Македония и по препоръка на югославското посолство в Прага, тогавашното правителство на Федеративна народна република Югославия одобрява Кубеш да бъде нает като дизайнер в НР Македония. Същата година той започва подготовката за изготвянето на първия градоустройствен план на Скопие. Този план е завършен и одобрен от правителството на Народна република Македония през 1949 година. Съгласно този план се развива градът до земетресението през 1963 година, а и на него се основават и част от градските решения по-късно.
Кубеш е сред основателите на Републиканския институт за урбанизъм на Социалистическа република Македония и работи дълго време по проблемите на регионалното планиране, като в същото време лично подготвя и съдейства при изготвянето на градоустройствени планове за почти всички македонски градове: Ресен, Кочани, Струга, Кратово, Титов Велес, Дойран, Берово и други. Кубеш работи в Института в периода от 1956 - 1957 година, като независим дизайнер, а в същото време е ръководител на конструкторското бюро на ГП „Цървена звезда“ от Гостивар и ДЗ „Градба проект“ от Скопие. В допълнение към градската дейност той се занимава индивидуално или в екип с архитектурно проектиране и изграждане на колективни и индивидуални жилищни сгради, хотели, обществени сгради и цели комплекси. Кубеш работи и по интериорния дизайн на правителствените вили в Скопие и Дойран, както и по подреждането на залите и офисите на Народното събрание и Изпълнителния съвет на СРМ.
Кубеш се занимава и интензивно с публицистика и литературна дейност, с разработването на концептуални решения за плакати и графични опаковки. В периода 1973 - 1984 година Кубеш работи и действа като независим проектант в „Енергопроект“ при ГП „29 ноември“ - Скопие.
По-важни от реализираните му проекти са: Идеен градоустройствен план на Скопие (1947 г.), Общ регулационен план на Скопие (1948 г.), Подробни градоустройствени планове за: Скопие, Кочани, Кичево (с архитект Любинка Маленкова), Стар Дойран (с архитект Душан Пековски и архитект Юмни Зекир) (1948 - 1955 г.), Осем жилищни блока в скопския квартал Мичурин (1948 - 1949 г.), Подробно градоустройствено решение на туристически-рекреационния център „Сарай“ в Скопие (1959 - 1950 г.), Лятно кино със сцена в градския парк в Скопие (1949 - 1950 г.), Жилищни сгради на улица „Орце Николов“ в Скопие (1952 - 1954 г.), Жилищни сгради - вили на Водно (1964 г.), Туристически-рекреационен център „Македония Белвю“ (1970 г.), Начални училища в Пехчево, Свети Никола и Неготино (1971 - 1974 г.) и други.
За неговия принос в областта на архитектурното и градоустройственото планиране и проектиране, както и за приноса му в развитието на архитектурната мисъл, в 1992 година е удостоен с наградата „Андрей Дамянов“ за цялостно творчество, присъдена от Съюза на архитектите на Македония, Носител е и на наградата на град Скопие „13 ноември“ за принос в развитието на градоустройствената мисъл. В 1957 година получава „Златната значка“ на Съюза на улбанистите на Югославия.